# Светско првенство у атлетици у дворани 1987 — бацање кугле за мушкарце
Бацање кугле у мушкој конкуренцији  на 1. званичном Светском првенству у атлетици у дворани 1987. у Индијанаполису је одржано 7. марта у спортској дворани Hoosier Dome.

## Земље учеснице
Учествовала су 13 такмичара из 11 земаља..
1. Аустрија (1)
2. Грчка (1)
3. Египат (1)
4. Западна Немачка (2)
5. Исланд (1)
6. Источна Немачка (1)
7. Норвешка (1)
8. САД (2)
9. Совјетски Савез (1)
10. Чиле (1)
11. Швајцарска (1)

## Освајачи медаља
| Освајачи медаља |               |                 |  |  |  |  |
|                 |               |                 |  |  |  |  |
|                 |               |                 |  |  |  |  |
|                 |               |                 |  |  |  |  |
| Улф Тимерман    | Вернер Гинтер | Сергеј Смирнов  |  |  |  |  |
| Источна Немачка | Швајцарска    | Совјетски Савез |  |  |  |  |

## Рекорди
Листа рекорда у бацању кугле пре почетка светског првенства 6. марта 1987. године.
| Рекорди пре почетка Светског првенства у дворани 1987. | Рекорди пре почетка Светског првенства у дворани 1987. | Рекорди пре почетка Светског првенства у дворани 1987. | Рекорди пре почетка Светског првенства у дворани 1987. | Рекорди пре почетка Светског првенства у дворани 1987. | Рекорди пре почетка Светског првенства у дворани 1987. |
| ------------------------------------------------------ | ------------------------------------------------------ | ------------------------------------------------------ | ------------------------------------------------------ | ------------------------------------------------------ | ------------------------------------------------------ |
| Светски рекорд                                         | 22,26                                                  | Вернер Гинтер                                          | Швајцарска                                             | Magglingen, Швајцарска                                 | 8. фебруар 1987.                                       |
| Рекорд светских првенстава                             | није било светских првенстава у дворани                | није било светских првенстава у дворани                | није било светских првенстава у дворани                | није било светских првенстава у дворани                | није било светских првенстава у дворани                |
| Најбољи резултат сезоне                                | 22,26                                                  | Вернер Гинтер                                          | Швајцарска                                             | Magglingen, Швајцарска                                 | 8. фебруар 1987.                                       |
| Европски рекорд                                        | 22,26                                                  | Вернер Гинтер                                          | Швајцарска                                             | Magglingen, Швајцарска                                 | 8. фебруар 1987.                                       |
| Северноамерички рекорд                                 | 22,02                                                  | Џорџ Вудс                                              | Сједињене Државе                                       | Инглвуд, САД                                           | 8. фебруар 1974.                                       |
| Јужноамерички рекорд                                   | 20,15                                                  | Герт Вајл                                              | Чиле                                                   | Леверкузен, Западна Немачка                            | 31. јануар 1985.                                       |
| Афрички рекорд                                         |                                                        |                                                        |                                                        |                                                        |                                                        |
| Азијски рекорд                                         |                                                        |                                                        |                                                        |                                                        |                                                        |
| Океанијски рекорд                                      |                                                        |                                                        |                                                        |                                                        |                                                        |

### Најбољи резултати у 1987. години
Десет најбољих атлетичара године у бацању кугле у дворани пре почетка првенства (6. марта 1987), имали су следећи пласман.
| 1.  | Вернер Гинтер    | Швајцарска       | 22,26 | 8. фебруар  |
| 2.  | Улф Тимерман     | Источна Немачка  | 22,19 | 21. фебруар |
| 3.  | Алесандро Андреј | Италија          | 21,54 | 28. фебруар |
| 4.  | Сергеј Смирнов   | Совјетски Савез  | 21,40 | 6. фебруар  |
| 5.  | Рон Бакес        | Сједињене Државе | 20,92 | 24. јануар  |
| 6.  | Сергеј Гаврјушин | Совјетски Савез  | 20,90 | 14. фебруар |
| 7.  | Грег Тафралис    | Сједињене Државе | 20,82 | 31. јануар  |
| 8.  | Саулиус Клеиза   | Совјетски Савез  | 20,69 | 25. јануар  |
| 9.  | Николај Бородкин | Совјетски Савез  | 20,59 | 6. фебруар  |
| 10. | Клаус Гермер     | Источна Немачка  | 20,55 | 14. фебруар |

Такмичари чија су имена подебљана учествују на СП 1987.

## Сатница
| Датум         | Време | Ниво   |
| ------------- | ----- | ------ |
| 7. март 1987. |       | Финале |

## Резултати

### Финале
Такмичење је одржано 7. марта 1987. године.,,
| Плас. | Атлетичар            | Земља           | ЛР       | ЛРС   | #1    | #2    | #3    | #4    | #5 | #6    | Резултат | Белешка     |
| ----- | -------------------- | --------------- | -------- | ----- | ----- | ----- | ----- | ----- | -- | ----- | -------- | ----------- |
|       | Улф Тимерман         | Источна Немачка | 22,62о   | 22,19 | 21,72 | 21,31 | 22,11 | 21,25 | x  | 22,24 | 22,24    | РСП, НР, ЛР |
|       | Вернер Гинтер        | САД             | 22,26 СР | 22,26 |       |       |       |       |    |       | 21,61    |             |
|       | Сергеј Смирнов       | Совјетски Савез | 22,24о   | 21,40 |       |       |       |       |    |       | 20,67    |             |
| 4.    | Грег Тафралис        | САД             | 18,93    |       |       |       |       |       |    |       | 20,26    |             |
| 5.    | Ларс Арвид Нилсен    | Норвешка        | 21,22о   |       |       |       |       |       |    |       | 20,09    |             |
| 6.    | Рон Бакес            | САД             |          |       |       |       |       |       |    |       | 20,02    |             |
| 7.    | Удо Гелаусен         | Западна Немачка |          |       |       |       |       |       |    |       | 19,80    |             |
| 8.    | Карштен Штолц        | Западна Немачка |          |       |       |       |       |       |    |       | 19,60    |             |
| 9.    | Герт Веил            | Чиле            | 20,90о   |       |       |       |       |       |    |       | 18,90    |             |
| 10.   | Клаус Боденмилер     | Аустрија        |          |       |       |       |       |       |    |       | 18,84    |             |
| 11.   | Димитриос Коутсоукис | Грчка           | 20,27    |       |       |       |       |       |    |       | 18,01    |             |
| 12.   | Мохамед Ачоуче       | Египат          |          |       |       |       |       |       |    |       | 17,87    |             |
| 13.   | Егерт Богасон        | Исланд          |          |       |       |       |       |       |    |       | 17,35    |             |